# Falco rupicolus
Falco rupicolus — скальная пустельга, вид птиц из семейства соколиных. Ранее считался подвидом обыкновенной пустельги (Falco tinnunculus).

## Распространение
Обитают в Африке. Ареал простирается от северо-западной части Анголы и юга Демократической Республики Конго до южной части Танзании и на юг до ЮАР.

## Описание
Стройные соколы средних размеров. Длина тела 30—33 см. Взрослые самцы весят 183—254 г, самки — 190—280 г.

## Биология
Это хищные птицы. Для их диеты характерно широкое разнообразие организмов. Преимущественно представители вида питаются беспозвоночными, но также едят грызунов, рептилий и птиц.